# Não repúdio
O não repúdio refere-se a uma situação em que a autoria de uma declaração não pode ser contestada. O termo é frequentemente visto em um ambiente legal quando a autenticidade de uma assinatura está sendo contestada (nesse caso, a autenticidade do conteúdo está sendo "repudiada". O não repúdio é, portanto, a garantia de que a autoria de um conteúdo não pode ser rejeitada, assegurando que aquele conteúdo se mantém íntegro e o autor assinalado deve ser admitido.
Em termos práticos, o não-repúdio prova quem foi o autor do conteúdo e impossibilita qualquer tipo de contestação sobre sua autoria, seja pelo autor do conteúdo ou pelo seu destinatário. O não repúdio, portanto, assegura ao destinatário que o conteúdo de fato provém daquele remetente (ou seja, não foi forjado nem alterado na transmissão); e impede que o autor negue ter assinado o documento. 
Exemplo de um repúdio do autor: Maria faz uma compra e preenche e assina um cheque de papel como pagamento. Posteriormente, Maria percebe que não poderá pagar e afirma que o cheque assinado é falsificado. Neste caso, a assinatura garante que apenas Maria poderia ter assinado o cheque e, portanto, ela deverá pagar o cheque. Essa garantia é não repúdio, pois Maria não pode repudiar o cheque. Na prática, as assinaturas de papel e caneta não são difíceis de forjar, mas as assinaturas digitais podem ser muito difíceis de quebrar.

## Não repúdio em segurança
Em geral, o não repúdio associa ações ou mudanças a um determinado indivíduo. Por exemplo, uma área fiscalizada por segurança pode usar um sistema de acesso por cartão-chave onde o aspecto de não repúdio seria violado se os cartões-chave fossem compartilhados ou se os cartões perdidos ou roubados não fossem imediatamente relatados. Da mesma forma, o proprietário de uma conta de computador não deve compartilhar sua senha de modo a permitir que outras pessoas usem sua conta. 

### Na segurança digital
Em segurança digital, não repúdio significa:
- Um serviço que fornece comprovação da integridade e origem dos dados.
- Uma autenticação que pode ser considerada genuína com alta confiança.
- Uma autenticação de que os dados estão disponíveis sob circunstâncias específicas ou por um período determinado de tempo (disponibilidade de dados).[5]